# Thurnham Castle
Thurnham Castle eller Godard's Castle var et middelalderslot nord for landsbyen Thurnham, 5 km nordøst for Maidstone i Kent. Slottet er nu ruin.
Fæstningsværket blev bygget i 1100-tallet i flintesten af Robert de Thurnham under Henrik 2.'s regering på en bakke på kanten af North Downs. Der står stadig omkring 3 meter af bailey-muren, der var med til at omkranse et området på omtrent en kvart acre (ca. 1.000 m2). Der er ikke synlige sten fra den store motte.
I 1100-tallet tilhørte fæstningen familien Say og senere de Thurnhams. Stephen og Robert de Thurnham var på korstog med Richard Løvehjerte og blev nogle af hans betroede mænd. Robert fik kommandoen over den engelske flåde og blev guvernør på Cypern. Hans bror Stephen fik æren af at eskortere dronningemoderen. En kilde antyder, at Robert de Thurnham aldrig kom tilbage fra korstogene, og at slottet blev forladt og forfaldt. Et charter fra 1215 omtaler jorden inden for borgens mure. Det kan indikere, at den allerede lå i ruiner på det tidspunkt. Ruinerne blev ellers først omtalt i 1800-tallet.
Området er købt af Kent County Council og er med i White Horse Millennium wood og Country Park Project. Buskads og planter er fjernet fra en stor del af stedet, så offentligheden kan få adgang.